# Kenneth Wrede
Kenneth Alexander Wrede, född 13 april 1898 i Leppävirta, död 1983, var en finländsk kemiingenjör och företagsledare. Han var son till Carolus Wrede.
Wrede blev student 1916 och diplomingenjör 1923. Han var kemist vid Ab Kaukas Fabriks sulfatcellulosafabrik i Joutseno 1923–1924, chefskemist vid sulfitcellulosafabriken i Kaukas, Villmanstrand, 1924–1927, biträdande teknisk ledare vid Metabetchouan Sulphite & Power Co. i Desbiens, Quebec, 1927–1928, chefskemist och biträdande teknisk ledare vid Ab Kaukas Fabriks sulfitcellulosafabrik i Lauritsala 1928–1937, verkställande direktör vid Oy Kuitu i Kivioja 1937–1940 och vid Oy Säteri i Valkeakoski 1941–1966. Han var studentföreningens vid Åbo Akademi första ordförande 1919 och blev teknologie hedersdoktor 1968.